# Philipp Kohlschreiber
Philipp Eberhard Hermann Kohlschreiber (* 16. říjen 1983 v Augsburgu, Německo) je německý profesionální tenista.
Ve své dosavadní kariéře vyhrál 4 turnaje ATP World Tour ve dvouhře a 6 turnajů ve čtyřhře.

## Finálové účasti na turnajích ATP World Tour (12)

### Dvouhra - výhry (5)
| Legenda                                                       |
| ------------------------------------------------------------- |
| ATP International Series Gold / ATP World Tour 500 Series (0) |
| ATP International Series / ATP World Tour 250 Series (5)      |

| Č. | Datum           | Turnaj                | Povrch | Soupeř ve finále    | Výsledek        |
| -- | --------------- | --------------------- | ------ | ------------------- | --------------- |
| 1. | 6. květen 2007  | Mnichov, Německo      | antuka | Michail Južnyj      | 2-6, 6-3, 6-4   |
| 2. | 12. leden 2008  | Auckland, Nový Zéland | tvrdý  | Juan Carlos Ferrero | 7-64, 7-5       |
| 3. | 12. červen 2011 | Halle, Německo        | tráva  | Philipp Petzschner  | 7-65, 2-0 skreč |
| 4. | 6. květen 2012  | Mnichov, Německo      | antuka | Marin Čilić         | 7-68, 6-3       |
| 5. | 24. květen 2014 | Düsseldorf, Německo   | antuka | Ivo Karlović        | 6–2, 7–64       |

### Dvouhra - prohry (7)
| Legenda                                                  |
| -------------------------------------------------------- |
| ATP International Series / ATP World Tour 250 Series (7) |

| Č. | Datum             | Turnaj                    | Povrch | Vítěz         | Výsledek                |
| -- | ----------------- | ------------------------- | ------ | ------------- | ----------------------- |
| 1. | 15. červen 2008   | Halle, Německo            | tráva  | Roger Federer | 6-3, 6-4                |
| 2. | 27. září 2009     | Metz, Francie             | tvrdý  | Gaël Monfils  | 7-61, 3-6, 6-2          |
| 3. | 28. července 2012 | Kitzbühel, Rakousko       | antuka | Robin Haase   | 7–6(7–2), 3–6, 2–6      |
| 4. | 13. ledna 2013    | Auckland, Nový Zéland     | tvrdý  | David Ferrer  | 6–7(5–7), 1–6           |
| 5. | 5. května 2013    | BMW Open Mnichov, Německo | antuka | Tommy Haas    | 3–6, 6–7(3–7)           |
| 6. | 14. července 2013 | Stuttgart, Německo        | antuka | Fabio Fognini | 7–5, 4–6, 4–6           |
| 7. | 4. května 2015    | BMW Open Mnichov, Německo | antuka | Andy Murray   | 6–7(4–7), 7–5, 6–7(4–7) |

### Čtyřhra - výhry (6)
| Legenda                                                       |
| ------------------------------------------------------------- |
| ATP International Series Gold / ATP World Tour 500 Series (2) |
| ATP International Series / ATP World Tour 250 Series (4)      |

| Č. | Datum             | Turnaj                      | Povrch  | Partner          | Soupeři ve finále              | Výsledek       |
| -- | ----------------- | --------------------------- | ------- | ---------------- | ------------------------------ | -------------- |
| 1. | 26. září 2005     | Ho Či Minovo Město, Vietnam | koberec | Lars Burgsmüller | Ashley Fisher Robert Lindstedt | 5-63, 6-4, 6-2 |
| 2. | 24. červenec 2006 | Kitzbühel, Rakousko         | antuka  | Stefan Koubek    | Oliver Marach Cyril Suk        | 6-2, 6-3       |
| 3. | 30. duben 2007    | Mnichov, Německo            | antuka  | Michail Južnyj   | Jan Hájek Jaroslav Levinský    | 6-1, 6-4       |
| 4. | 4. leden 2008     | Dauhá, Katar                | tvrdý   | David Škoch      | Jeff Coetzee Wesley Moodie     | 6-4, 4-6, 11-9 |
| 5. | 13. červenec 2008 | Stuttgart, Německo          | antuka  | Christopher Kas  | Michael Berrer Mischa Zverev   | 6-3, 6-4       |
| 6. | 14. červen 2009   | Halle, Německo              | tráva   | Christopher Kas  | Andreas Beck Marco Chiudinelli | 6-3, 6-4       |

### Čtyřhra - prohry (2)
| Legenda                                                       |
| ------------------------------------------------------------- |
| ATP International Series Gold / ATP World Tour 500 Series (1) |
| ATP International Series / ATP World Tour 250 Series (1)      |

| Č. | Datum          | Turnaj                | Povrch | Partner         | Vítězové                       | Výsledek       |
| -- | -------------- | --------------------- | ------ | --------------- | ------------------------------ | -------------- |
| 1. | 25. únor 2008  | Rotterdam, Nizozemsko | tvrdý  | Michail Južnyj  | Tomáš Berdych Dmitrij Tursunov | 7-5, 3-6, 10-7 |
| 2. | 26. říjen 2008 | Basilej, Švýcarsko    | tvrdý  | Christopher Kas | Mark Knowles Mahesh Bhupathi   | 6-3, 6-3       |

## Davisův pohár
Philipp Kohlschreiber se zúčastnil 6 zápasů v Davisově poháru  za tým Německa s bilancí 7-3 ve dvouhře a 2-1 ve čtyřhře.

## Postavení na žebříčku ATP na konci sezóny

### Dvouhra
| Rok    | 1999  | 2000    | 2001   | 2002   | 2003   | 2004  | 2005  | 2006  | 2007  | 2008  | 2009  |
| Pořadí | 1302. | ▼ 1334. | ▲ 764. | ▲ 268. | ▲ 209. | ▲ 92. | ▼ 93. | ▲ 60. | ▲ 32. | ▲ 28. | ▲ 27. |

### Čtyřhra
| Rok    | 1999  | 2000    | 2001   | 2002    | 2003   | 2004   | 2005   | 2006   | 2007   | 2008  | 2009  |
| Pořadí | 1361. | ▼ 1474. | ▲ 574. | ▼ 1300. | ▲ 797. | ▲ 398. | ▲ 125. | ▼ 148. | ▲ 141. | ▲ 53. | ▼ 74. |